# لی لی (بازیکن تنیس روی میز)
لی لی (چینی: 李莉؛ زادهٔ ) یک بازیکن تنیس روی میز اهل چین است. 
وی در مسابقات کشوری و بین‌المللی در مجموع برنده ۳ مدال طلا، ۱ مدال نقره، ۴ مدال برنز شده‌است.